# (383417) DAO
(383417) DAO est un astéroïde de la ceinture principale.

## Description
(383417) DAO est un astéroïde de la ceinture principale. Il fut découvert le 23 octobre 2006 à Mauna Kea par David D. Balam. Il présente une orbite caractérisée par un demi-grand axe de 3,07 UA, une excentricité de 0,04 et une inclinaison de 13,7° par rapport à l'écliptique.

## Compléments